# 도메니코 베라르디
도메니코 베라르디(이탈리아어: Domenico Berardi, 1994년 8월 1일 ~ )는 이탈리아의 축구 선수로 현재 사수올로 칼초에서 공격수로 활약하고 있다.

## 수상

### 클럽
사수올로
- 세리에 B: 2012–13

### 국가대표팀
이탈리아
- UEFA 유럽 축구 선수권 대회: 2020